# Fürstenried West (metrostation)
Fürstenried West is een metrostation in het district Fürstenried van de Duitse stad München. Het station werd geopend op 1 juni 1991 en wordt bediend door lijn U3 van de metro van München.